# Actions Semiconductor
Actions Semiconductor Co., Ltd. (кит.: 炬力集成; піньїнь: Jùlì Jíchéng) китайська компанія з виробництва SoC процесорів, без власних виробничих потужностей, заснована у 2000 році зі штаб-квартирою в місті Чжухай, провінція Гуандун. Компанія займається розробкою SoCs для планшетів, аудіоплеєрів, медіаплеєрів і супутніх товарів. Налічує близько 600 співробітників.

## Продукція

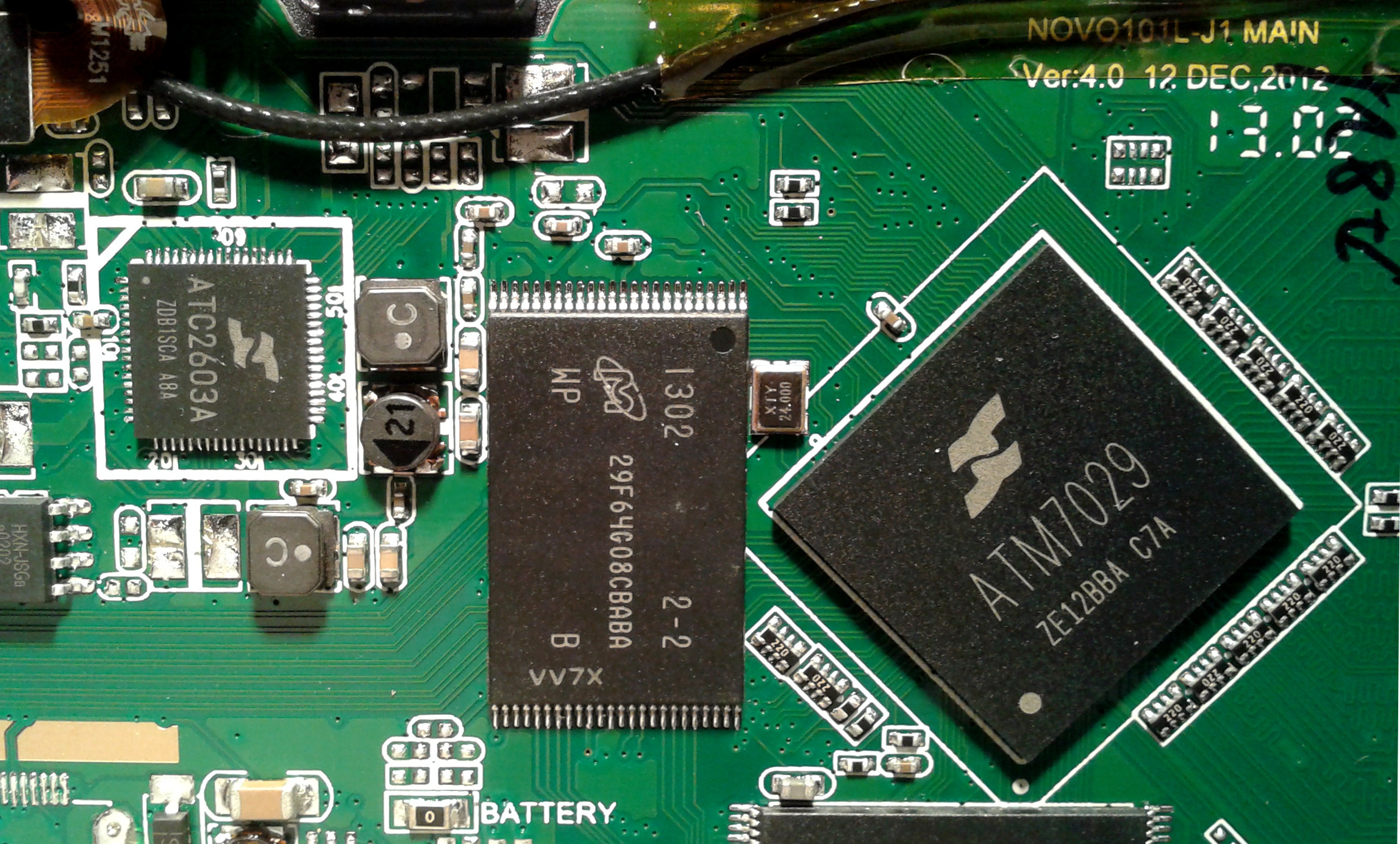
Плата планшету Ainol Hero 10 II зі встановленим ATM7029 SoC-процесором та модулем бездротової зв'язку ATC2603A

S1 MP3 players використовуються чипи розроблені у Actions.
У 2012 році, Actions Semiconductor випустила ATM7029 — чотирьох ядерний процесор на базі ARM Cortex-A5 із вбудованим Vivante Corporations GC1000 графічним процесором GPU. Процесор встановлювався у планшет  Ainol NOVO10 Hero II, а також у низку інших низько-бюджетних планшетів.
Нижче наведено список SoC, які, в більшості випадків, використовуються у планшетних комп'ютерах.
| Назва    | Використання                    | Тех. процес | CPU     | CPU              | CPU            | CPU           | Інтерфейс пам'ять             | Графічний процесор            | Став доступний |
| Назва    | Використання                    | Тех. процес | ISA     | Ядро             | Кількість ядер | Частота (GHz) | Інтерфейс пам'ять             | Графічний процесор            | Став доступний |
| -------- | ------------------------------- | ----------- | ------- | ---------------- | -------------- | ------------- | ----------------------------- | ----------------------------- | -------------- |
| ATM7013  | Планшети                        |             | MIPS    | 74Kf             | 1              | 1.1           | 8/16-bit DDR3                 | Vivante GC800                 |                |
| ATM7019  | Планшети                        |             | MIPS    | 74Kf             | 1              | 1.2           | 8/16-bit DDR3                 | Vivante GC800                 |                |
| ATM7021A | Планшети                        |             | ARMv7-A | Cortex-A9 family | 2              | Up to 1.3     | DDR3/DDR3L (512 MB)           | PowerVR SGX540 @ 500 MHz      | Q3 2013        |
| ATM7029  | Планшети                        |             | ARMv7-A | Cortex-A5        | 4              | Up to 1.2     | 533 MHz DDR2/DDR3, up to 2 GB | Vivante GC1000 Plus @ 630 MHz | Q4 2012        |
| ATM7029B | Планшети                        |             | ARMv7-A | Cortex-A5        | 4              | 1.2           |                               | PowerVR SGX540 @ 500 MHz      |                |
| ATM7039c | Телевізійні приставки           | 40 nm       | ARMv7-A | Cortex-A9        | 4              | 1.6           | Dual-channel (64-bit total)   | PowerVR SGX544MP @ 450 MHz    |                |
| ATM7039s | Планшети, Телевізійні приставки | 28 nm LP    | ARMv7-A | Cortex-A9        | 4              | 1.6           |                               | PowerVR SGX544MP              |                |
| ATM7059  | Планшети, Телевізійні приставки | 28 nm LP    | ARMv7-A | Cortex-A9        | 4              | 1.6           | DDR3, DDR3L, LPDDR2, LPDDR3   | PowerVR SGX544MP              | Q4 2014        |
| S900     |                                 | 28 nm       | ARMv8-A | Cortex-A53       | 4              |               |                               | PowerVR G6230                 |                |

За даними аналітиків за 2014 рік, Actions є четвертим за величиною постачальником процесорів для планшетів на китайський ринок.